# 2А21
Д-68 (Индекс ГРАУ — 2А21) — советская 115-мм гладкоствольная танковая пушка. Разработана в Свердловском ОКБ-9.

## История создания
Пушка Д-68 разработана в ОКБ-9 на Свердловском артиллерийском заводе № 9 для среднего танка Т-64. Принята на вооружение в 1961 году.

## Описание конструкции

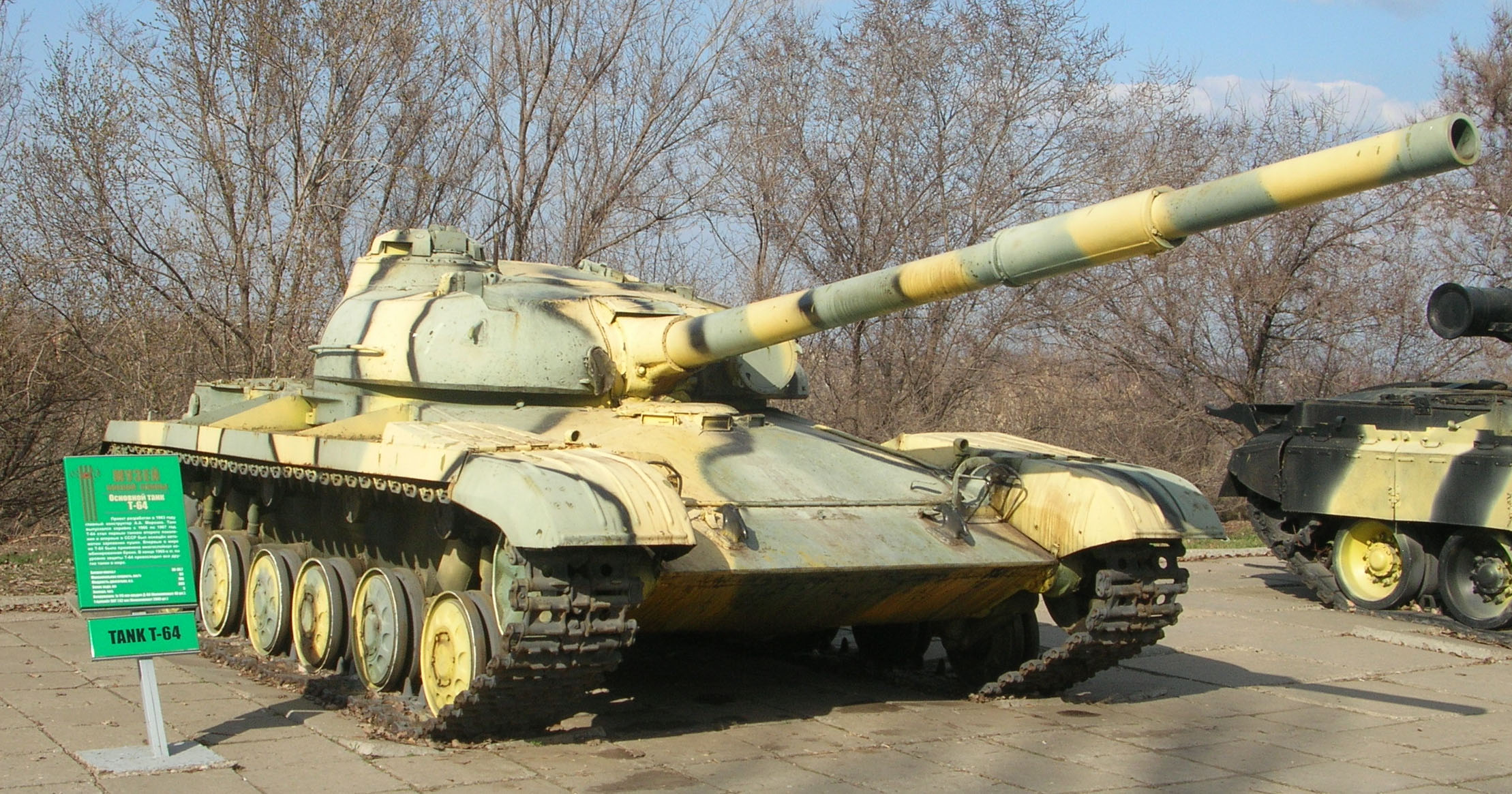

Главным отличием пушки 2А21 от 2А20 было введение раздельно-гильзового заряжания. Основными составляющими 2А21 являлись: ствол, состоявший из трубы длиной 52,6 калибра, которая скреплялась кожухом в каморной части, казённик и эжектор. В пушке использовался горизонтально-клиновой затвор и полуавтоматика скалочного типа. Ударно-спусковой механизм состоял из механического спуска с электрозапальным устройством. Механизмы спуска размещались на левой стороне ограждения. Электрозапал осуществлялся путём нажатия на кнопку стабилизатора или на кнопку-дублёр на рукоятке подъёмного механизма. Ствольная группа крепилась в люльке обойменного типа, конструкция которой представляла собой сваренные между собой литые половинки. Внизу в приливах люльки закреплялись штоки гидравлических противооткатных устройств и гидропневматического накатника. Максимальная длина отката пушки при выстреле составляла 320 мм.

### Применяемые боеприпасы
| Таблица ТТХ выстрелов, используемых для стрельбы из пушки 2А21 |                |                         |                    |                   |                  |
| Индекс выстрела                                                | Индекс снаряда | Начальная скорость, м/с | Масса выстрела, кг | Масса снаряда, кг | Масса заряда, кг |
| Бронебойные подкалиберные снаряды                              |                |                         |                    |                   |                  |
| 3ВБМ1                                                          | 3БМ5           | 1615                    | 18,0               | 5,36              | 7,4              |
| 3ВБМ5                                                          | 3БМ5           | 1615                    | 18,0               | 5,36              | 6,6              |
| Бронебойные кумулятивные снаряды                               |                |                         |                    |                   |                  |
| 3ВБК4                                                          | 3БК8М          | 950                     | 22,53              | 12,94             | 4,8              |
| 3ВБК8                                                          | 3БК8/3БК8М     | 950                     | 22,5               | 12,94             | 4,42             |
| Осколочно-фугасные снаряды                                     |                |                         |                    |                   |                  |
| 3ВОФ18                                                         | 3ОФ17          | 800                     |                    | 18,0              |                  |
| 3ВОФ19                                                         |                | 800                     |                    |                   |                  |
| 3ВОФ23                                                         | 3ОФ17          | 800                     | 27,4               | 18,0              | 4,3              |
| 3ВОФ24                                                         | 3ОФ17          | 800                     | 27,0               | 18,0              | 4,32             |
| 3ВОФ38                                                         | 3ОФ28          |                         | 27,03              | 18,1              | 4,32             |

## Куда устанавливалось
- Объект 167Ж — советский опытный средний танк
- Объект 432 — советский средний танк Т-64